# Dandubittahara, Narasimharajapura
Dandubittahara là một làng thuộc tehsil Narasimharajapura, huyện Chikmagalur, bang Karnataka, Ấn Độ.